# スグキナ
スグキナ（酸茎菜、学名：Brassica rapa var. neosuguki）はアブラナ科の越年草。カブの変種。京の伝統野菜のひとつで、すぐき漬の材料となる。

## 特徴
根の部分は短い円錐形で、長さは20cm程度。大根を短くしたような形をしている。葉は肉厚で濃緑色をしており、根の大きさの割には大きな葉が育つ。花はアブラナとよく似ている。賀茂菜（かもな）、屋敷菜（やしきな）、御所菜（ごしょな）とも呼ばれる。京都上賀茂を中心とした、限られた土地でしか生産されていない。通常、すぐき漬以外には利用されない。
スグキナの種まきは8月末から9月初旬に行われる。何度か間引きをし、11月から12月にかけて収穫を行う。
最終収穫のことを「本立て」といい、朝は夜露に当たったすぐき菜の葉が折れてしまうため、午後まで待って行う。陽に当たってしんなりする時分に、収穫を始める。種まきから収穫まで約80日かかり、収穫されるすぐき菜は種まきした量と比べれば、20%以下と、実に限られた量である。
上賀茂の東隣りの松ヶ崎は、菜の花の産地であるが、すぐき菜と交配してしまうのを避けるため、今でも上賀茂一帯では菜の花は作ってはいけないことになっている。